# Head Automatica
Head Automatica ist eine Band des Powerpop-Genres, die durch Glassjaw-Frontmann Daryl Palumbo 2004 gegründet wurde.

## Geschichte
Die Anfänge der Band ergaben sich aus Sänger Daryl Palumbos Interessen an Hip-Hop und Rock. Da dies nicht in das Spektrum von Glassjaw passte, wurde Head Automatica geschaffen.
Das Debüt-Album der Band, Decadence, erschien am 17. August 2004. Das Album entwickelte Palumbo zusammen mit Dan "The Automator" Nakamura, bekannt für seine Arbeit mit Gruppen wie den Gorillaz und Handsome Boy Modeling School. Palumbo rekrutierte die anderen derzeitigen Mitglieder als Backingband, tourte durch die USA [2], und spielte mit Bands wie Interpol, The Rapture, Mogwai und The Used.
Die Band veröffentlicht ihr zweites Album mit dem Titel Popaganda am 6. Juni 2006. Während Nakamura das Debüt-Album entwickelt hatte, wurde dieses Album von Howard Benson produziert, der für seine Zusammenarbeit mit Alternative-Metal-Acts wie P.O.D. und Cold bekannt ist. Mit dem Ausscheiden von Nakamura aus der Band, bekam sie einen organischeren und klassischeren Power-Pop Stil.
Die Pop Rocks EP wurde am 6. April 2006 veröffentlicht und beinhaltete vier Tracks aus dem kommenden Album: Graduation Day, God, Nowhere Fast, und Laughing At You.
Im selben Jahr tourte die Band mit Avenged Sevenfold und Coheed and Cambria durch die USA und schloss sich für einen Monat ihrer Tour Taking Back Sunday, Angels & Airwaves und The Subways an. Die Band machte mit Rock Kills Kid ebenfalls eine Tour, entschloss sich aber nach wenigen Spieltagen diese abzubrechen. Stattdessen unterstützt sie 30 Seconds to Mars auf der MTV2 $ 2 Bill Tour zusammen mit The Receiving End of Sirens, Cobra Starship und Rock Kills Kid. Anfang 2007 spielte Head Automatica mit direkter Unterstützung von The West Coast Winter Tour mit Jack’s Mannequin, We Are The Fury, und theAudition.
Palumbo erwähnte in einem Interview in der Januar-Ausgabe des Alternative Press Magazine, dass das dritte Head Automatica Album im Sommer 2008 erscheinen solle. Seither gibt es nur wenige Informationen über die Entwicklung des dritten Albums.

## Mitglieder
- Daryl Palumbo – Gesang
- Craig Bonich – Gitarre
- Jessie Nelson – Keyboards (seit 2005)

### Ehemalige Mitglieder
- Dan "The Automator" Nakamura – Produktion, Turntables (2003–2004)
- Jim Greer – Keyboard (2003–2004)
- Brandon Arnovick – Gitarre (2003–2004)
- Josh "Jarvis" Morgan Holden – Bass (2003–2009)
- Larry Gorman – Schlagzeug (2003–2006)
- Brandon Reid – Schlagzeug (2006–2007)
- Sammy Siegler – Schlagzeug (2007–2009)

## Diskografie

### Alben
- Decadence (11. August 2004)
- Popaganda (6. Juni 2006)

### EPs
- Beating Heart Baby EP – Warner Bros. Records – 2005
- Beating Heart Baby (remix CD/digital release) – Warner Bros. Records – 2005/2006
- Pop Rocks EP – Warner Bros. Records – 2006

### Singles
- "Brooklyn Is Burning"
- "Beating Heart Baby"
- "At the Speed of a Yellow Bullet"
- "Please Please Please (Young Hollywood)"
- "Graduation Day"
- "Lying Through Your Teeth"
- "Scandalous"

### Unveröffentlicht
- The Vipen Sessions / Bang! Hon Out! Sessions
- Decadence (Mai 2004 Production Disc)
- Tokyo Decadence (February 2004 Production Disc)
- Unbekannte Studio Discs